# Jarnsaxa (satélite)
Jarnsaxa, también conocido como Saturno L y designado provisionalmente S/2006 S 6, es un satélite natural de Saturno. Su descubrimiento fue anunciado por Scott S. Sheppard, David C. Jewitt, Jan Kleyna, y Brian G. Marsden el 26 de junio de 2006 mediante observaciones tomadas entre el 5 de enero y el 29 de abril de 2006.*
Tiene cerca de 4 kilómetros de diámetro, y orbita a Saturno a una distancia media de 18 556 900 km en 943,784 días, con una inclinación de 162,9° respecto a la eclíptica (164,1° respecto al ecuador de Saturno), en dirección retrógrada y con una excentricidad orbital de 0,1918. Es un miembro del grupo nórdico de satélites irregulares.
Fue nombrado como Járnsaxa, un gigante de la mitología nórdica.